# Święta, święta i Po
Święta, święta i Po (ang. Kung Fu Panda Holiday Special) – amerykański krótkometrażowy film animowany wytwórni DreamWorks Animation, specjalnie stworzony dla NBC. Światowa premiera odbyła się 24 listopada 2010 roku. Film został pokazany po raz pierwszy w Polsce przez TVN 24 grudnia 2010 roku pod polskim tytułem Kung Fu Panda: Święta, święta i Po. Później był emitowany również na Polsacie.

## Fabuła
Zbliżają się ulubione święta pandy Po. Okazuje się, że Po zostaje zaproszony na ceremonię w Jadeitowym pałacu i ma pełnić rolę gospodarza. Panda musi się naprawdę postarać by zadowolić mistrza Shifu. Jednak jego ojciec również pokłada w nim wielkie nadzieje i martwi się, że Po coraz bardziej się od niego oddala. Po będzie musiał wybrać.

## Obsada
- Jack Black jako Po
- Dustin Hoffman jako Shifu
- Angelina Jolie jako Tygrysica
- Jackie Chan jako Mistrz Małpa
- Seth Rogen jako Modliszka
- Lucy Liu jako Żmija
- David Cross jako Żuraw
- James Hong jako pan Ping (ojciec Po)
- Jack McBrayer jako Wo Hop
- Dan Fogler jako Zeng
- Jonathan Groff jako Mistrz Nosorożec

### Wersja polska
Wersja polska: Start International Polska

Reżyseria: Elżbieta Kopocińska

Tekst polski: Bartosz Wierzbięta

W wersji polskiej wystąpili:
- Marcin Hycnar – Po
- Wojciech Paszkowski – Ojciec Po
- Jan Peszek – Mistrz Shifu
- Tomasz Bednarek – Żuraw
- Izabella Bukowska – Żmija
- Krzysztof Banaszyk – Modliszka
- Jarosław Boberek – Małpa
- Brygida Turowska – Tygrysica
- Zbigniew Suszyński – Zeng

W pozostałych rolach:
- Zbigniew Konopka
- Robert Tondera
- Wojciech Majchrzak
- Janusz Wituch
- Michał Skarżyński
- Monika Szalata-Reczek
- Elżbieta Kopocińska
- Beniamin Lewandowski
- Magda Kusa
- Tomasz Gęsikowski
- Krzysztof Wójcik
- Olga Zaręba
- Agnieszka Kunikowska

i inni